# 오트라다 (사할린주)

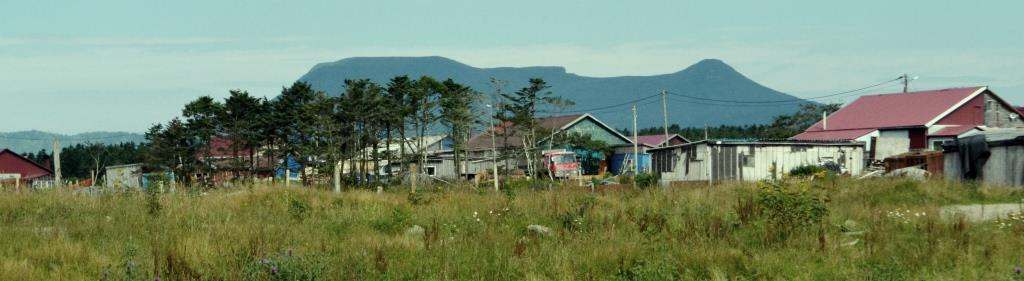

오트라다(Отрада)는 러시아의 도시이다. 사할린 주 유즈노쿠릴스키 군에 소속되어 있다.